# Benjamin Dann Walsh
Benjamin Dann Walsh (1808 - 1869) foi um entomologista americano.